# فنرير

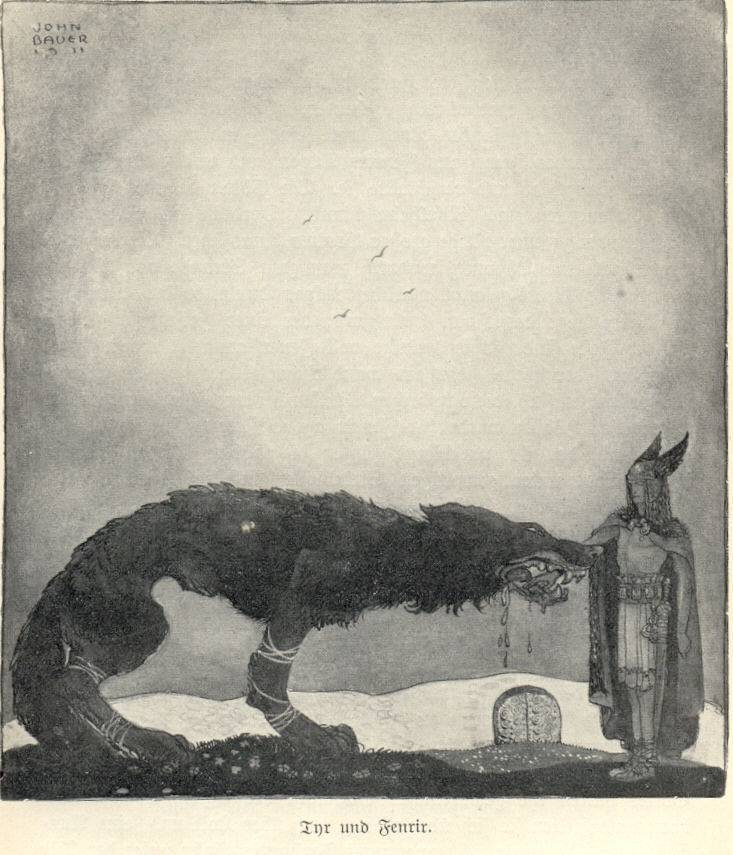
الذئب فنرير

فِنرير أو فنريسولفر (بالنرويجية:Fenrisúlfr) أحد شخصيات الأساطير الإسكندنافية، وهو أحد شياطين الماء في هيئة ذئب متوحش هائل الحجم، هو ابن للإله لوكي والعملاقة أنكربودا وله أخ هو جورمنكارد وأخت هي هيل، وله ابنان هما سكول وهاتي.
نما ليصبح هائل الحجم جداً فخافت منه الآلهة فحاولت تقييده، وكسر أول سلسلتين فصنعوا الثالثة من صوت خطوات القطط ولحية امرأة وجذور جبل ونفس سمكة وريق طائر، بحيث أصبح فكه الأعلى يلامس السماء، وفكه الأسفل يلامس الأرض وهي من القوة بحيث لا يستطيع التحرر منها وكان تير قد فقد يده وهو يحاول أن يحتال عليه ليتم تقييده.
في معركة نهاية العالم، راكناروك، تتحطم السلسلة ويقتل فنرير أودين، وبعدها يُقتل على يد فيدار، ابن أودين، إما بطعنة في القلب، أو عن طريق تمزيق فكيه الهائلين.
ون بيس عمك 